# Église Saint-Jean-Chrysostome de Novokouznetsk
L'église Saint-Jean-Chrysostome (ou Saint-Jean-Bouche-d'Or; en russe храм Святого Иоанна Златоуста) est une église catholique de Novokouznetsk en Russie. Cette église, dédiée à saint Jean Chrysostome a la particularité d'abriter deux communautés paroissiales : l'une de rite latin et l'autre de rite byzantin formée par la paroisse gréco-latine des uniates. Son curé est donc biritualiste.
L'église dépend du diocèse de Novossibirsk.

## Historique
Le noyau historique de la communauté catholique de Novokouznetsk est constitué de fidèles d'origine allemande (de rite latin) et de fidèles d'origine ukrainienne, ou ruthène (uniates de rite byzantin). Ils se réunissent illégalement dans différents appartements privés de cette ville ouvrière pour célébrer leurs offices à partir des années 1950. Le P. Vassili Roudka, habitant à Prokopievsk, vient régulièrement à Novokouznetsk dire la messe dans des appartements dès 1959. Dans les années 1980, c'est un rédemptoriste de rite byzantin, le P. Yaroslav Spodar, qui célèbre le dimanche dans un appartement de la rue Gjelskaïa.
Après la fin de l'URSS et de son régime d'État athée, les différentes confessions chrétiennes peuvent de nouveau « fonctionner » normalement et la communauté catholique de Novokouznetsk est officiellement enregistrée en 1993. Un prêtre administrateur biritualiste, le P. Alexeï Barannikov, est nommé. C'est aujourd'hui le curé de Saint-Jean-Chrysostome.
Celui-ci réunit dès 1999 les papiers administratifs nécessaires pour obtenir la permission de faire construire une église pour sa communauté. Les travaux commencent en 2004 et durent trois ans. L'église marie le style byzantin avec un apport moderne, comme le montre par exemple la façade ogivale décorée de croix latines jumelles.
L'église est consacrée le 14 octobre 2007 par Mgr Joseph Werth, ordinaire du diocèse de Novossibirsk et par Mgr Stefan Meniouk, exarque de l'exarchat de Donetsk-Kharkov de l'Église grecque-catholique ukrainienne. C'est la première église catholique du Kouzbass à être construite. Deux ans plus tard, c'est le tour de l'église du Cœur-Immaculé-de-Marie à Kemerovo.